# Altamiro Rossato

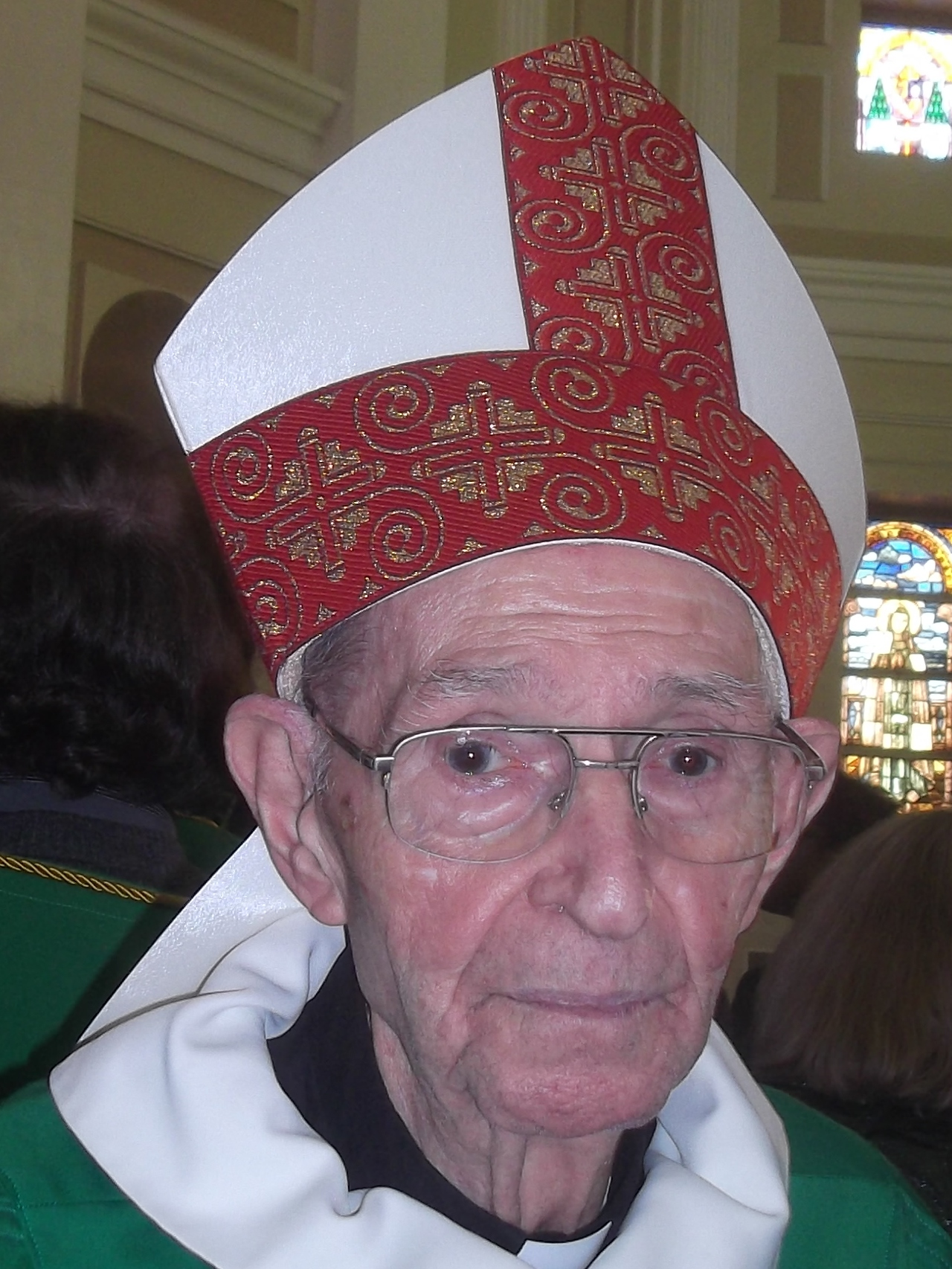
Altamiro Rossato (2013)

Altamiro Rossato CSsR (* 23. Juni 1925 in Tuparendi, Rio Grande do Sul, Brasilien; † 13. Mai 2014 in Porto Alegre, Rio Grande do Sul) war ein brasilianischer Ordensgeistlicher und römisch-katholischer Erzbischof von Porto Alegre.

## Leben
Altamiro Rossato trat der Ordensgemeinschaft der Redemptoristen bei und legte 1947 Profess ab. nach dem Studium der Philosophie und Theologie empfing er am 27. Dezember 1951 in São Paulo die Priesterweihe. Er studierte Patristik und Katholische Theologie an der römischen Päpstlichen Lateranuniversität, an der er auch in Spiritualität zum Dr. theol. promoviert wurde. An verschiedenen Instituten lehrte er und war nach seiner Rückkehr nach Brasilien in der Seelsorge und als Missionar tätig. Für seinen Orden war er Ratsmitglied und Provinzial der Südostprovinz.
Papst Johannes Paul II. ernannte ihn am 8. Dezember 1985 zum Bischof von Marabá. Die Bischofsweihe spendete ihm der Bischof von Santo Ângelo, Estanislau Amadeu Kreutz, am 2. März desselben Jahres; Mitkonsekratoren waren Alano Maria Pena OP, Bischof von Itapeva, und Patrício José Hanrahan CSsR, Prälat von Santíssima Conceição do Araguaia.
Am 15. März 1989 wurde er zum Koadjutorerzbischof von Porto Alegre ernannt. Mit der Emeritierung João Cláudio Collings am 17. Juli 1991 folgte er diesem im Amt des Erzbischofs von Porto Alegre nach.
Am 7. Februar 2001 nahm Papst Johannes Paul II. sein aus Altersgründen vorgebrachtes Rücktrittsgesuch an. 2001 wurde er zum Ehrenbürger von Porto Allegre ernannt.